# Anthrax hela
Anthrax hela är en tvåvingeart som först beskrevs av Wilhelm Ferdinand Erichson 1848.  Anthrax hela ingår i släktet Anthrax och familjen svävflugor. Inga underarter finns listade i Catalogue of Life.